# 페트로폴리스 조약
페트로폴리스 조약(Treaty of Petrópolis)은 아크레(오늘날의 아크리주)지역에 대한 브라질과 볼리비아의 분쟁을 해결한 조약이다. 당시에 아크레 지역은 아마존 고무 붐으로 브라질이 탐내는 지역이었다.
볼리비아는 약 191,000 km2에 달하는 아크레 지역은 브라질에 넘기고 브라질은 마투그로수주의 아부나강과 마데이라강 사이의 약 3000 km2에 달하는 지역을 볼리비아에 인도하고 200만 파운드를 배상하며, 볼리비아가 아마존강을 거쳐 대서양으로 교역할 수 있도록 마데이라강이 급류로 흐르는 구간을 따라 마데이라-마모레 철도를 부설해 준다는 내용을 담고 있다.